# Ignacio Gutiérrez 2.ª Sección
Ignacio Gutiérrez 2.ª Sección es una localidad del municipio de Huimanguillo ubicado en la subregión de la Chontalpa del estado mexicano de Tabasco.

## Geografía
La localidad de Ignacio Gutiérrez 2.ª Sección se sitúa en las coordenadas geográficas 17°57′07″N 93°50′15″O / 17.951944, -93.837500, a una elevación de 11 metros sobre el nivel del mar.

## Demografía
Según el Conteo de Población y Vivienda 2020, efectuado por el Instituto Nacional de Estadística y Geografía, la localidad de Ignacio Gutiérrez 2.ª Sección tiene 522 habitantes, de los cuales 248 son del sexo masculino y 274 del sexo femenino. Su tasa de fecundidad es de 2.38 hijos por mujer y tiene 132 viviendas particulares habitadas.
| Gráfica de evolución demográfica de Ignacio Gutiérrez 2.ª Sección entre 1970 y 2020 |
|                                                                                     |
| INEGI.                                                                              |